# Optimum climatique
Un optimum climatique est une période des temps géologiques, préhistoriques ou historiques pendant laquelle le climat global de la Terre est significativement plus chaud que pendant les périodes précédentes et suivantes.
On parle notamment d'optimum climatique pour :

## Temps géologiques
- l'optimum climatique de l'Éocène, il y a 50 millions d'années ;
- l'optimum climatique du Miocène, de 17 à 14,7 millions d'années ;
- l'optimum climatique du Pliocène, il y a 4,35 millions d'années[1].

## Préhistoire
- l'optimum climatique de l'Éémien, il y a 126 000 ans ;
- l'optimum climatique de l'Holocène, d'environ 6000 à 4000 av. J.-C. ;

## Histoire
- l'optimum climatique romain, d'environ 200 av. J.-C. à 200 apr. J.-C. ;
- l'optimum climatique médiéval, du Xe au XIVe siècle environ.